# 도쿄 대학 출판회
재단법인 도쿄 대학 출판회(일본어: 財団法人東京大学出版会 도쿄다이가쿠슛판카이[*], University of Tokyo Press)는 일본의 국립 대학인 도쿄 대학의 출판부로 있는 재단법인이다. 도쿄 대학 총장을 회장으로 하고, 도쿄 대학의 활동을 위한 서적을 중심으로 출판한다. 임원을 도쿄 대학의 학부나 연구소에서 채용하는 등 도쿄 대학과의 관계는 깊지만, 일단은 독립된 조직이다.
1951년 3월에 당시 총장이던 난바라 시게루의 제안으로 일본의 국립대학 최초로 대학 출판부를 설립하였다. ‘학문의 보급, 학술의 진흥’을 목적으로 내걸고, 대학의 연구 성과를 기초로 하는 학술서와 학내에서 사용되는 교과서와 교재, 도쿄 대학 사료편찬소가 편찬한 《대일본사료》 등의 사료집, 일반인을 위한 교양서를 주로 하여, 연간 백여 종 이상의 책을 간행하고 있다. 도쿄 대학 교양학부의 ‘기초연습’의 텍스트로도 사용하고 있는 《지의 기법》(知の技法)은 베스트셀러가 되기도 했다.
1958년에는 학술서 간행기금을 설치하고, 신진 연구자들의 연구 성과를 간행하는데 도움을 주고 있다.

## 소재지
- 도쿄도 분쿄구 혼고 7-3-1　도쿄 대학 구내